# Рябок кенійський
Рябок кенійський (Pterocles decoratus) — вид птахів родини рябкових (Pteroclidae).

## Поширення
Населяє савани Східної Африки (Ефіопія, Кенія, Сомалі, Танзанія та Уганда).

## Підвиди
Виділяють три підвиди:
- P. d. decoratus
- P. d. ellenbecki
- P. d. loveridgei

## Збереження
Згідно з даними МСОП виду нічого не загрожує і чисельність популяції є стабільною (понад 10000 особин).